# Versandhandel
Der Versandhandel (auch Mailorder, Distanzhandel, Onlinehandel oder interaktiver Handel) ist eine Art des Einzelhandels, bei dem die Produkte meist per Internet angeboten werden, historisch und vereinzelt heute noch per Produktkatalog, Prospekt, Fernsehwerbung oder Handelsvertreter. Im Jahr 2022 betrug der Umsatz im Versandhandel in Deutschland 75,4 Milliarden Euro. Pro Tag gehen 14 Millionen Sendungen an 9 Millionen Empfänger.

## Allgemeines
Der Versandhandel ist eine Vertriebsform im Handel, die nicht wie der Einzel- oder Großhandel über direkte Kundenkontakte (Präsenzhandel) verfügt. Vielmehr findet die Geschäftsbeziehung über Produktkataloge oder das Internet statt. Deshalb ist weder die direkte Übergabe der Ware an den Käufer noch die direkte Zahlung des Kaufpreises an den Verkäufer möglich. Die Ware muss versandt werden, die Zahlung erfolgt durch unbaren Zahlungsverkehr. Das hat Folgen für den Gefahrübergang, das Transport- und das Zahlungsrisiko.
Wesentliche Nachteile des Versandhandels gegenüber dem Präsenzhandel sind, dass der Kunde die Produkte nur im Katalog beurteilen kann, sie also nicht anfassen oder anprobieren kann und dass es an Beratung fehlt.

## Arten

### Unterscheidung nach Zielgruppe
Man unterscheidet im Versandhandel grundsätzlich zwei Arten:
- Business-to-Consumer (B2C): direkt an den privaten Verbraucher (Konsument) gerichtet
- Business-to-Business (B2B): an Unternehmenskunden gerichtet

### Unterscheidung nach Sortiment
Es wird unterschieden zwischen:
- Spezialversender: Versandhandelsunternehmen, die sich auf einen Sortimentsbereich spezialisieren (Textilien/Mode, HiFi, Tonträger, Möbel, Delikatessen etc.). Beispiele sind Conrad Electronic, Madeleine Mode, Borek Briefmarken, Pro Idee, Walbusch und H. Köser.
- Universalversender: Versandhandelsunternehmen, die meist mit einem oder mehreren saisonal erscheinenden Hauptkatalogen, gestützt durch mehrere Spezialkataloge, ein „Kauf- oder Warenhaus“-Sortiment (Bekleidung, Unterhaltungselektronik, Möbel, Haushaltswaren, …) anbieten. Nach der Insolvenz des Quelle-Versandes und von Neckermann ist diese Gattung am Markt kaum noch vertreten. Repräsentanten dieser Gruppe sind in Deutschland nun noch der Otto-Versand, BAUR und Schwab. Der Anteil des Online-Umsatzes bei den Universalversendern wächst kontinuierlich und beginnt den Katalog als bedeutendsten Umsatzträger zu verdrängen.

Nach einer erfolgten Bestellung und darauf folgender Einigung auf einen Bezahlvorgang werden die Produkte durch Zustelldienste oder Logistikdienstleister an die Endabnehmer versendet. Dabei unterscheidet sich die Privatkundenlogistik von der Handelslogistik durch die Herausforderungen der sogenannten letzten Meile zum Kunden.

## Geschichte
Der Nürnberger Textilien- und Spielwarenhändler Georg Hieronimus Bestelmeier, der das erste Kaufhaus der Stadt eröffnet hatte, gab 1793 den ersten Versandkatalog in Auftrag. Dieser enthielt ein Gesamtverzeichnis Bestelmeiers Waren mit Produktabbildungen, Produktionsbeschreibungen und Bestellmöglichkeit. Aristide Boucicaut, der Leiter von Le Bon Marché, stellte 1856 der französischen Öffentlichkeit den ersten Versandhauskatalog vor. Zu Beginn wurde hauptsächlich das Stadtgebiet von Paris beliefert, später ganz Frankreich. Die amerikanische Mail-Order-Industrie begann 1872 mit dem weltweit ersten Universalversender Aaron Montgomery Ward (1843–1913), der im selben Jahr den ersten Versandkatalog für sein Versandgeschäft in Chicago präsentierte. Er bestand aus einem einzigen Blatt mit den Angeboten und den Versandbedingungen. Anstatt seine Kunden – zumeist Farmer in den Weiten des amerikanischen Westens – in regelmäßigen Abständen persönlich zu besuchen, ihre Bestellungen aufzunehmen und dann bei seinem nächsten Besuch die Ware zu liefern, überließ er ihnen eine Warenliste. Timothy Eaton begann im Jahre 1877 mit dem Lieferservice und brachte 1884 seinen ersten transkanadischen Katalog heraus. Sears Roebuck veröffentlichte 1893 den ersten Katalog, ab 1897 versandte Sears Roebuck Kataloge im Umfang von 750 Seiten mit 6000 Artikeln. Eatons Katalog erreichte 1904 eine Auflage von 1,3 Millionen Exemplaren.

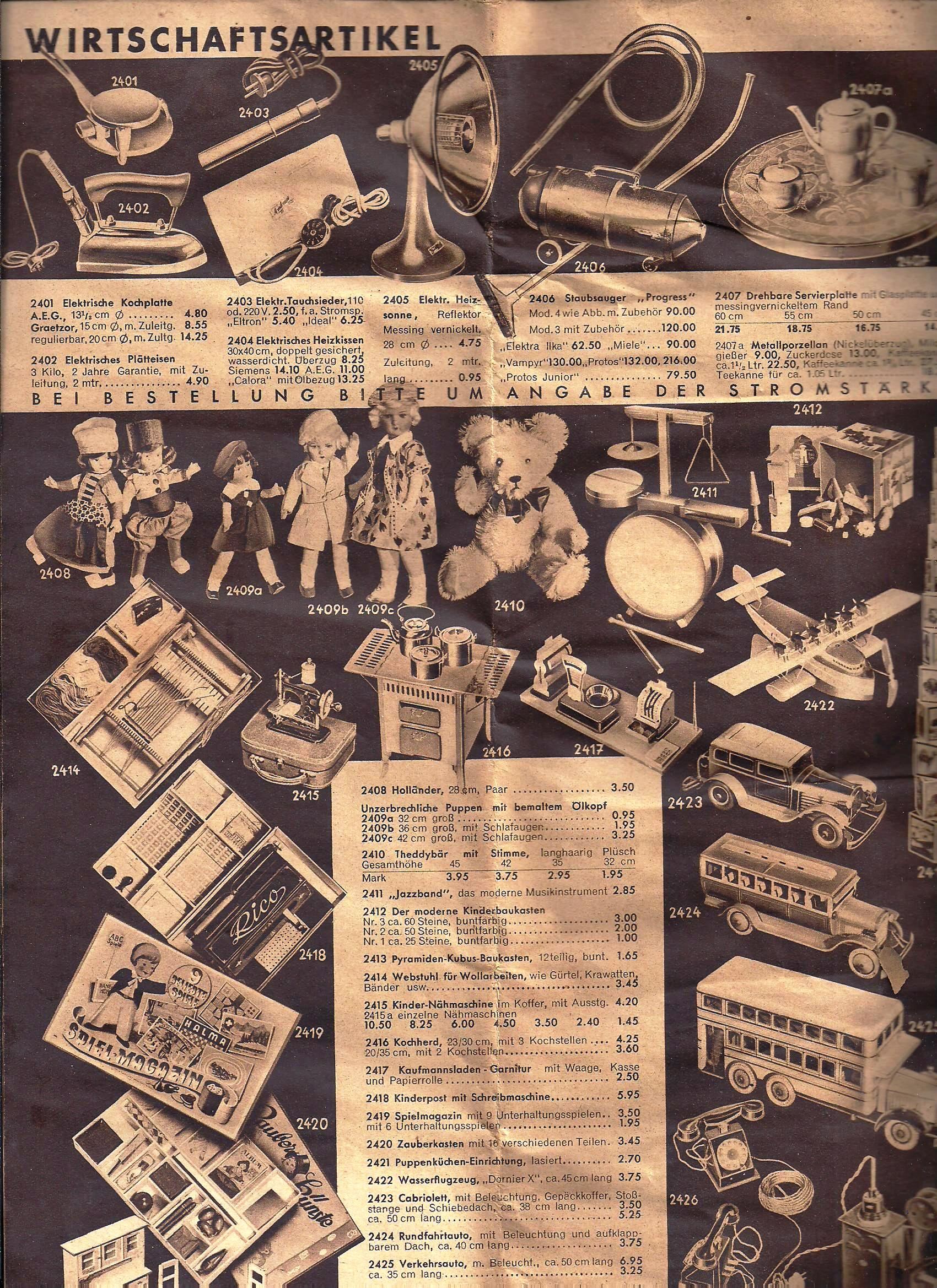
Kaufhaus ISRAEL Berlin, Versandhauskatalog S. 24 von 1932

Im deutschsprachigen Raum entstand im Jahr 1870 der bis heute als Versandgeschäft tätige Herrenausstatter Mey & Edlich, der bebilderte Kataloge ab 1886 versandte. Damit gehört der damalige sächsische Hoflieferant Mey & Edlich zu den Pionieren des deutschen und weltweiten Versandgeschäftes. Ihm folgte August Stukenbrok Einbeck (ASTE), der ab 1888 in Einbeck einen Fahrradversandhandel betrieb.
Der von Katalogen abhängige Versandhandel gelangte in der Weimarer Republik zur Blüte, denn viele noch heute bestehende Versandhändler wurden gegründet: Versandhaus Klingel (1923), Baur Versand (1925), Friedrich Wenz (1926), Quelle (Oktober 1927), Schöpflin (1929), Bader Versand (1929) und Vorwerk (1930) oder der Otto-Versand (August 1949), Neckermann versandte im Dezember 1938 die ersten Kataloge. In England gab John Moores im Mai 1932 den ersten Versandhandelskatalog seines Einzelhandelsunternehmen Littlewoods heraus.
Nach dem Zweiten Weltkrieg begann Neckermann im März 1950 wieder mit dem Katalogversand, es folgte der des Otto-Versands im September 1950 mit 14 Seiten und einer Auflage von 300 Exemplaren; Schwab folgte 1955. In der DDR wurde der Versandhandel durch die staatliche Handelsorganisation (Centrum-Versandhandel, Leipzig; Konsument Versandhaus, Karl-Marx-Stadt) am 1. Mai 1956 eingeführt. Die allgemein schlechte Versorgungslage in der DDR wirkte sich aber auch auf den Versandhandel aus; bis zur Hälfte der in den Katalogen angepriesenen Güter waren jeweils nicht lieferbar. Wegen des steigenden Unmuts der Bürger darüber, offiziell allerdings wegen der flächendeckend „besseren Versorgungslage“, wurde der Versandhandel in der DDR am 13. August 1976 eingestellt. Nur noch Kondome und Saatgut konnten weiterhin per Post bestellt werden. Westdeutsche Versandhauskataloge erlangten zu jener Zeit große Beliebtheit in der DDR. Aufgrund der konjunkturellen Situation in den 1970er Jahren wurden mehrere Versandhändler aufgekauft. Bereits 1964 stieg Quelle bei Schöpflin ein und übernahm später die noch restlichen Firmenanteile (1967), der Otto-Versand übernahm den Heine-Versand (1974) und Schwab-Versand (1976), Karstadt erwarb 1976 den Neckermann-Versand. Zudem begannen die großen Versandhändler mit dem Ausbau von Logistikzentren und eigenen Transportsystemen, um die Transport- und Postgebühren an die Deutsche Bundespost zu minimieren (siehe: Hermes Europe).
Der Neckermann-Katalog erreichte nach der Wiedervereinigung im Jahre 1990 mit 1000 Seiten Umfang und einer Auflage von 10 Millionen Exemplaren seine Höchstphase. Mit der Verbreitung von Versandhändlern und Auktionsplattformen im Internet (u. a. Amazon.com 1994, eBay 1995), dem Ausbau des Filialnetzes größerer Fachmärkte (Obi, Praktiker, Media-Markt, Saturn) und der Aktionswarenentwicklung in Discountermärkten schrumpfte der Anteil des konventionellen Versandhandels am gesamten Einzelhandelsumsatz, so dass sich viele Versandhändler auch als Internetanbieter profilieren mussten. Nicht alle waren dabei erfolgreich, 2009 wurde der Quelle-Versand, 2012 Neckermann insolvent. Der Online-Versandhandel gewinnt darüber hinaus immer mehr an Bedeutung. Laut einer Studie des Bundesverbandes des Deutschen Versandhandels e. V. ist die Zahl der deutschen Internet-Käufer im Jahr 2009 auf 32,5 Millionen gestiegen. Im Vergleich zum Vorjahr ist dies eine Steigerung um 1,1 Millionen Nutzer des Online-Versandhandels.
2016 gehörten Amazon, Otto, Zalando, Notebooksbilliger sowie Bonprix in Deutschland zu den fünf umsatzstärksten Onlineshops. Der Otto-Versand brachte im November 2018 seinen letzten Katalog heraus. Grund war der Online-Handel, durch den die Bedeutung der Kataloge seit den 2000er Jahren stark zurückgegangen war.

## Versandprozess
Der Versandprozess in einem Unternehmen sollte möglichst durchgängig und ohne große Eingriffe und Verzögerungen ablaufen. Die Auftragsannahme, die Versandabwicklung, die eigentliche Auslieferung sowie das Retourenmanagement sind dabei die wesentlichen Schritte.
- Auftragsannahme: Erfassung der Bestelldaten aus dem Kundenauftrag und Prüfen der Verfügbarkeit der Artikel.
- Versandabwicklung: Erstellung einer Packliste und Drucken von Rechnung, Adressaufkleber und sonstigen Retourenunterlagen.
- Auslieferung: Übergabe der Ware an einen geeigneten Versanddienstleister.
- Retourenmanagement: Prüfen des Grundes für die Rücksendung der Ware und Analyse der weiteren Verfahrensweise.

Zu Beginn des 21. Jahrhunderts entwickelt der Versandhandel eine Vielzahl an Modellen, um die Schnelligkeit und Zuverlässigkeit der Belieferung zu erhöhen. Dazu gehören Click-and-Collect-Dienste in den Wohnquartieren oder neue Verteilzentren für die «Letzte Meile» nahe bei den Stadtzentren.

## Rechtsfragen

### Allgemeines
Für ihre Mitgliedstaaten hatte die Europäische Union mit ihrer Fernabsatzrichtlinie 1997 Vorgaben zur nationalen zivilrechtlichen Gestaltung von Fernabsatzverträgen, also von über Fernkommunikationsmittel geschlossenen Verträgen gemacht. In Deutschland wurden sie mit §§ 312c bis 312h des Bürgerlichen Gesetzbuchs definiert und als Fernabsatzrecht mit besonderen Informationspflichten für Unternehmer und Recht auf Widerruf des Kaufvertrags für die Verbraucher umgesetzt.
Nach § 1 des deutschen Jugendschutzgesetzes ist Versandhandel jedes entgeltliche Geschäft, das im Wege der Bestellung und Übersendung einer Ware durch Postversand oder elektronischen Versand ohne persönlichen Kontakt zwischen Lieferant und Besteller vollzogen wird. Die Bestellung der gewünschten Produkte kann mündlich (z. B. per Telefon oder Handelsvertreter), schriftlich (z. B. per Brief oder Fax) oder im Internet getätigt werden. Die anschließende Bezahlung kann per Kreditkarte, Nachnahme, Vorauskasse, Lastschrift oder auf Rechnung erfolgen.

### Versendung der Ware
Beim Versandhandel (Fernabsatz und Online-Handel) stehen sich daher Käufer und Verkäufer nicht unmittelbar gegenüber, so dass die Ware transportiert werden muss und zwischen Bestellung und Übergabe mindestens ein Arbeitstag liegt. Der Käufer, der die Ware auch beim Verkäufer abholen könnte (§ 269 Abs. 1 BGB), möchte sich die Ware aber bequemer verschaffen und vereinbart mit dem Verkäufer ihren Versand. Die nicht mögliche direkte Übergabe wird durch Versendung der Ware ersetzt, die der Versandhändler selbst übernimmt oder – im Regelfall – durch Transportunternehmen durchführen lässt. Dadurch hat der Käufer den Nachteil, dass er – anders als beim Präsenzkauf – die Ware vorher nicht sehen und begutachten kann, sondern erst bei deren Lieferung, also meist nach der Zahlung des Kaufpreises. Außerdem besteht für den Käufer das Risiko, dass er den Kaufpreis bezahlt hat, aber die Ware nicht oder nicht mangelfrei geliefert wird.
Der Verkäufer darf beim Versendungskauf Dritte mit dem Transport der Ware beauftragen, das sind Transportunternehmen wie etwa die Post, Paketdienste, Frachtführer (per Eisenbahn, Schiff oder Flugzeug) oder Spediteure. Der Spediteur im klassischen Sinn organisiert zwar definitionsgemäß nur den Transport (§§ 453 ff. HGB), wird tatsächlich aber oft im Selbsteintritt auch zum Frachtführer und tritt dann selbst als Ausführender von Transporten auf (§ 458 HGB).
Gemäß § 474 Abs. 2 BGB findet der Gefahrübergang nach § 447 BGB nur bei Kaufverträgen statt, an denen entweder sowohl auf Käufer- als auch auf Verkäuferseite kein Verbraucher beteiligt ist, oder lediglich auf der Verkäuferseite, nicht aber auf der Käuferseite ein Verbraucher steht. Dadurch wird der Verbrauchsgüterkauf ausgeschlossen, bei dem ein Unternehmer als Verkäufer und ein Verbraucher als Käufer vorhanden sind. Beim Verbrauchsgüterkauf führt die Auslieferung der Ware an das Transportunternehmen nicht zum Übergang der Preisgefahr auf den Käufer. Der Gefahrübergang erfolgt vielmehr erst nach dem Transport mit Übergabe der Ware an den Käufer (§ 446 BGB). Die Ware reist beim Verbrauchsgüterkauf mithin auf Gefahr des Verkäufers. Erteilt der Käufer jedoch dem Transporteur eine Abstellgenehmigung, geht die Transportgefahr auch ohne tatsächliche Übergabe auf den Käufer über.

### Bezahlung der Ware
Die Zahlung des Käufers erfolgt durch Kreditkarten oder sonstige Zahlungskarten. Nach der Rechtsprechung des BGH gelten im Telefon-/Mailorder-/E-Commerce-Verfahren die gleichen Grundsätze wie im Präsenzhandel, wo der Kreditkarteninhaber seine Kreditkarte dem Vertragshändler vorlegt. Von entscheidender Bedeutung sei die Bargeldersatzfunktion, die der Kreditkarte nicht nur beim Präsenzgeschäft unter Vorlage der Karte, sondern auch im Mailorderverfahren zukommt. Hauptmerkmal des Versandhandels als Fernabsatzgeschäft ist der Verzicht auf die körperliche Vorlage der Kreditkarte, sodass die Prüfung der Unterschrift durch den Vertragshändler (englisch signature on file, „Unterschrift liegt vor“) unterbleibt. Hiermit bestätigt der Vertragshändler beim Präsenzverfahren, dass ihm die Unterschrift des Karteninhabers, etwa auf einer schriftlichen Bestellung, vorliegt. Stattdessen übermittelt der Käufer dem Händler lediglich über Telefon, E-Mail oder Internet seine Kartendaten, woraus der Versandhändler einen Leistungsbeleg erstellt. Der Händler darf nur dann die Kreditkartendaten für die Erstellung eines Leistungsbelegs nutzen, wenn die Händlerbedingungen mit dem Kartenunternehmen dies vorsehen. Diese Allgemeinen Geschäftsbedingungen sehen meistens vor, dass der Vertragshändler nur dann einen Anspruch gegen das Kartenunternehmen aus einem abstrakten Schuldversprechen erhält, wenn auch tatsächlich eine Bestellung bei ihm eingegangen ist und deshalb eine Voranfrage bei dem Kartenunternehmen stattgefunden hat. Der Händler muss zur Vermeidung der systemimmanenten Missbrauchsgefahren vor der Zahlung prüfen, ob Besteller und Karteninhaber identisch sind und die Kartenprüfnummer auf der Rückseite der Karte überprüfen. In diesen Fällen hat das Kartenunternehmen vorher die Voraussetzungen für diese Identitätsprüfung zu schaffen. Die Rechtsprechung geht davon aus, dass die Verteilung des Missbrauchsrisikos im Versandhandel nicht anders als bei Präsenzgeschäften zu beurteilen ist, mithin also Rückbelastungsklauseln unzulässig sind. Dem liegt die Annahme zugrunde, dass auch bei Distanzgeschäften eine Bargeldersatzfunktion bestehe, die einem verschuldensunabhängigen Abwälzen des Missbrauchsrisikos auf den Vertragshändler entgegenstehe.
Die Zahlungspflicht des Kartenunternehmens entsteht nur, wenn das Vertragsunternehmen mit Hilfe des POS-Terminals ordnungsgemäße Leistungsbelege erstellt. Diese Regelung benachteiligt das Vertragsunternehmen nicht unangemessen, sondern schreibt eine sachgemäße Dokumentation der abgewickelten Geschäfte vor, die insbesondere zur Bearbeitung etwaiger Beschwerden eines Karteninhabers benötigt wird. Der fehlende Vermerk „signature on file“ berührt die Zahlungspflicht des Kartenunternehmens im Mailorderverfahren nicht. Diese Angabe ist grundsätzlich eine notwendige Voraussetzung der Zahlungspflicht des Kreditkartenunternehmens im Präsenzverfahren, kann und darf auf den Leistungsbelegen im Mailorderverfahren jedoch nicht vermerkt werden. Die Zahlungspflicht des Kartenunternehmens entsteht auch ohne den Vermerk „signature on file“ auf den Leistungsbelegen, wenn Bestellungen per E-Mail/Internet übermittelt werden und dem Vertragsunternehmer die Unterschriften der Karteninhaber nicht vorliegen.

### Verbote im Versandhandel
Für nicht jugendfreie Produkte besteht ein grundsätzliches Verbot ihres Versandhandels (§ 12 Abs. 3 Nr. 2 JuSchG). Nach § 1 Abs. 4 JuSchG liegt kein verbotener Versandhandel vor, wenn durch geeignete Vorkehrungen verhindert wird, dass die bestellte Ware in die Hände von Kindern und Jugendlichen gerät. Sie darf nicht in der Liste jugendgefährdender Medien gemäß § 18 Abs. 1 JuSchG enthalten sein.
Ferner dürfen in Deutschland zwar Arzneimittel zur Anwendung am Menschen über Versandapotheken mit behördlicher Erlaubnis in den Verkehr gebracht werden (Arzneimittelversandhandel in Deutschland; § 43 Abs. 1 AMG in Verbindung mit § 11a ApoG), bei Arzneimitteln zur Anwendung an Tieren ist der Versandhandel in Deutschland jedoch weiterhin verboten (§ 43 Abs. 5 AMG).

### Versandhandel im Verbrauchsteuerrecht der EU
Für den Versandhandel mit Waren, die mit einer Verbrauchsteuer belastet sind, hat die Europäische Union im Artikel 36 der Richtlinie 2008/118/EG einschränkende Regelungen erlassen. Diese Bestimmungen hat Deutschland in seinen Verbrauchsteuergesetzen umgesetzt – für Schaumwein beispielsweise im § 21 Schaumweinsteuergesetz. Der Versandhändler hat vor der Lieferung im Bestimmungsland einen Beauftragten zu bestellen, der die steuerlichen Pflichten übernimmt. Dieser Beauftragte muss sich beim Hauptzollamt registrieren lassen. Wenn sich der Versandhändler nicht an diese Bestimmungen hält, wird er selbst zum Steuerschuldner. Der – private – Empfänger wird damit nach deutschem Recht niemals direkter Steuerschuldner. Allerdings sieht die EU-Richtlinie Ausnahmen vor, die im deutschen Recht nicht enthalten sind. Ein Versandhändler mit Sitz in Deutschland muss sich also vorher über die Rechtslage in jedem Mitgliedsstaat der EU informieren, in den er liefern möchte.
Das deutsche Kaffeesteuerrecht sah eine vergleichbare Regelung vor, obwohl Kaffee nicht zu den harmonisierten Verbrauchsteuern gehört. Diese Regelung wurde von der EU beanstandet. Mit der Änderung des Gesetzes vom 30. März 2021 hat Deutschland die Bestimmungen für Kaffee den EU-Bestimmungen angepasst. Der Versandhändler ist nun grundsätzlich steuerlich verantwortlich; er kann aber einen Steuervertreter benennen (§ 18 Kaffeesteuergesetz).
Die Regelungen in Österreich unterscheiden sich dadurch, dass hier kein Beauftragter zu bestellen ist. Steuerschuldner bleibt auch hier der ausländische Versandhändler, der allerdings seine Steuerschuld selbst beim Zollamt Innsbruck zu entrichten hat (z. B. nach § 52 Alkoholsteuergesetz).